# Fat Lever
Pour les articles homonymes, voir Lever.
Lafayette « Fat » Lever (né le 18 août 1960 à Pine Bluff, Arkansas) est un joueur américain de basket-ball en NBA. Il est actuellement directeur du développement des joueurs pour les Kings de Sacramento.

## Biographie
Sélectionné par les Trail Blazers de Portland au 11e rang de la draft 1982 à sa sortie d'Arizona State, il est considéré comme un des meilleurs meneurs de jeu de la ligue à la fin des années 1980 quand il porte les couleurs des Nuggets de Denver. En dépit de sa taille (1,91 m), il est régulièrement le meilleur rebondeur des Nuggets.
Fat Lever porte le maillot de Denver de 1984 à 1990 avec des moyennes dans le Colorado de 17,0 points, 7,6 rebonds, 7,5 passes décisives et 2,5 interceptions de moyenne durant cette période. Il est considéré comme le meneur le plus complet de sa génération derrière Magic Johnson avec ses 46 triple-double en carrière.
Lever est transféré par les Nuggets aux Mavericks de Dallas en 1990 contre le 9e choix de la draft 1990, ainsi que le premier tour de la draft 1991. Les Nuggets transfèrent par la suite ce choix numéro 9 et leur choix numéro 15 au Heat de Miami contre le 3e choix de la draft 1990 du Heat.
Ne jouant pas durant la saison 1992-1993 à cause d'une blessure, Lever termine sa carrière sous les couleurs des Mavericks de Dallas après douze années et onze saisons dans la ligue en 1994. Il compile des moyennes de 13,9 points, 6,0 rebonds, 6,2 passes décisives et 2,22 interceptions par match. Il est aussi le meilleur intercepteur et deuxième passeur de l'histoire des Nuggets. Lever est l'un des trois joueurs de l'histoire de la NBA à avoir inscrit plus de 15 points, 15 rebonds et 15 passes décisives lors d'un match de playoffs (les autres étant Jason Kidd et Wilt Chamberlain). Lever participe aussi à deux All Star Game, est élu dans la All-NBA Second Team en 1987 et dans la All-Defensive Second Team en 1988.
Son maillot a été retiré par les Nuggets de Denver le 2 décembre 2017.

## Records NBA
- 8 interceptions en un seul quart-temps le 9 mars 1985 contre les Pacers de l'Indiana, ce record lui permet également d'être codétenteur avec 10 autres joueurs (dont Michael Jordan) du plus grand nombre d'interceptions en une mi-temps.

## Pour approfondir
- Liste des meilleurs intercepteurs en NBA en carrière.
- Liste des joueurs de NBA avec 23 passes décisives et plus sur un match.
- Liste des joueurs de NBA avec 9 interceptions et plus sur un match.